# Де Марчио, Франческо Мария Тальяни
Франческо Мария Тальяни де Марчио (итал. Francesco Maria Taliani de Marchio; 22 октября 1887 — 16 марта 1968) — итальянский дипломатический деятель, занимал должность посла в Китае (1938—1946) во время Второй мировой войны. В этой должности представлял интересы Италии в японском марионеточном государстве Китайская республика при Ван Цзинвэе. В 1943 году отказался присягнуть на Итальянской социальной республике и за это был ненадолго заключен в тюрьму японцами. После окончания войны стал первым послом Италии во Франкистской Испании (1951—1952), после разрыва дипломатических отношений в 1946 году. Был женат на австрийской эрцгерцогине Маргарите Австрийской.

## Биография

### Ранняя карьера
Родился в Асколи-Пичено в 1887 году. Изучал право в университете Сапиенца. В 1910 году поступил на службу в министерство иностранных дел и был направлен в Берлин в 1912 году, а затем переведён в Константинополь в 1913 году. Там он помогал итальянским гражданам в первые годы Первой мировой войны, в которой участвовала Османская империя. В 1916 году был переведён в итальянское посольство в Петрограде (Российская империя), где работал на протяжении всей Октябрьской революции до 1919 года. Затем работал в кабинете министра иностранных дел и был направлен в Лондон с 1921 по 1923 год, а в 1928 году вновь переведён в Константинополь. Вернувшись в Рим был назначен руководителем церемониального офиса. В 1932 году находился в Гааге, а в 1938 году стал главой итальянского дипломатического представительства в Китайской республике. Первоначально был аккредитован в качестве посла в националистическом правительстве Чан Кайши на ранних этапах Японо-китайской войны, которое позднее было вынуждено переехать в Чунцин, поскольку столица Нанкин была захвачена наступающими японскими войсками.
27 ноября 1937 года женился на австрийской эрцгерцогине Маргарите Австрийской из династии Габсбургов, которая сопровождала его в Китае и попала вместе с ним в тюрьму в 1943 году. Пара была бездетной.

### Посол в Китае
В 1941 году дуче Бенито Муссолини признал японское марионеточное государство, Китайскую республику под руководством Ван Цзинвэя в оккупированном Нанкине, поэтому де Марчио вручил ему свои верительные грамоты. Он много раз встречался с Ван Цзинвэем в Шанхае и сообщал, что тот сталкивался со многими трудностями с Японией при формировании своего правительства. Бенито Муссолини ожидал, что Япония отвлечёт британские войска от Средиземноморского региона и поэтому с 1941 до 1943 года политика Италии в отношении Китая вращалась вокруг оказания давления на Японию с целью предоставления большей автономии правительству Ван Цзинвэя. Де Марчио регулярно направлял министру иностранных дел Галеаццо Чиано отчёты о ситуации в оккупированном Китае. В течение всего 1941 года и в начале 1942 года де Марчио информировал своё правительство о беседах с Ван Цзинвэем (а также о дипломатических контактах с Японией в Шанхае), в которых китайский политик говорил с ним об отсутствии реальной власти и строгих ограничениях, которые японцы накладывают на его администрацию, а также о растущем пессимизме среди его сторонников. Ван Цзинвэй также сказал де Марчио, что Япония всё ещё рассматривает возможность установления мира с Чан Кайши, и в этом случае он лишится даже тех небольших полномочий, которыми обладал, превратившись в инструмент военной администрации. Это известие заставило итальянское правительство активизировать свои попытки заставить Японию предоставить режиму в Нанкине больше полномочий.
В 1943 году после создания Итальянской социальной республики де Марчио отказался дать клятву верности новому режиму, поэтому японцы заключили его в тюрьму, где он содержался до капитуляции Японии в августе 1945 года. В 1945 году был вновь утвержден послом Италии в Китае, занимал эту должность до 1946 года, а затем вернулся в Италию. Во время своего пребывания в Китае стал коллекционером китайского антиквариата эпохи династии Мин.

### Посол в Испании
В 1951 году стал первым итальянским послом, назначенным в Испанию, после разрыва отношений с правительством испанских фалангистов в 1946 году. Де Марчио встретился с Франсиско Франко, они обсудили восстановление испанско-итальянских отношений и международную ситуацию, особенно вопрос вступления Испании в НАТО. В своей должности продолжал играть важную роль в восстановлении отношений между двумя странами. В 1952 году ушёл в отставку.

### Поздний период жизни
Опубликовал множество книг на протяжении всей своей жизни, большинство из которых были посвящены его опыту дипломатической карьеры, включая: «He Died in China», «Italy and Spain», «Postwar in Shanghai», и «Petersburg 1917: Memories of an embassy secretary at the Italian embassy in Russia, 1917—1918». Скончался в 1968 году.